# Pensamento Reticular
Pensamento Reticular é uma nova forma de interação que altera a arquitetura da  informação. Consequência de uma inovação tecnológica, é um conceito de uma Sociedade em Rede aplicado ao nosso cotidiano, onde substitui-se a forma frontal de envio das informações, geradas por um emissor e direcionadas para os receptores, por uma forma reticular, em rede, interativa e colaborativa. Consequentemente, a emissão se transforma em uma troca interativa de circuitos, pessoas e interfaces, cuja co-ação será a dinâmica criadora do processo comunicativo. A ideia de pensamento reticular vem particularmente ligada para nós, usuários, às redes da internet.

## Origens
O pensamento reticular tem na origem de sua expressão uma complexidade peculiar, proveniente de inúmeras transformações conceituais, consequência dos resultados de alguns experimentos, que aconteceram em diversas áreas do conhecimento entre o final do século XIX e a primeira metade do século XX, que iniciaram a discussão a respeito da explicação sistêmica e linear. A primeira transformação significativa foi provocada pela geometria elíptica de Bernhard Riemann que, pensando em alguém situado em cima de uma esfera (leia-se habitantes do planeta Terra), descreve uma geometria sem retas paralelas, onde apenas linhas curvas seriam possíveis de serem traçadas. Seguindo à crise da representação linear e externa do espaço, vem a perspectiva da relatividade de Albert Einstein no campo da física, com seus estudos do processo de propagação da luz. Para ele, a luz seguiria, de acordo com a geometria de Riemann, a forma do espaço, ou seja: faria uma linha curva.
A partir da crise do espaço linear na geometria e da crise da explicação e do pensamento lineares na física, apresenta-se a transformação do modo de produzir e distribuir as informações, que passam da linearidade e “unidirecionalidade” (emissor-receptor), para uma forma reticular e dialógica, e, em seguida, assumindo a forma das redes de redes, com o surgimento de uma nova forma de complexidade, para explicar a relação entre o humano e o meio ambiente numa perspectiva reticular e não mais opositiva. 

## Características
São características dessa nova arquitetura informativa reticular: além da inexistência de uma centralização e da estrutura emissor-receptor, a possibilidade de todos terem acesso a todas as informações, independente dos locais e/ou posições em que se encontram. E, também, cada membro que compõe essa rede informativa passa a ter, tecnologicamente, o mesmo poder comunicativo de divulgação.